# Ronald Lewis
Ronald Glasfryn Lewis, född 11 december 1928 i Port Talbot, Wales, död 11 januari 1982 i London, var en brittisk skådespelare.

## Roller i urval
- 1955 – De fyra fjädrarna
- 1956 – Sailor Beware!
- 1956 – Sköna Helena av Troja
- 1957 – Rånkuppen
- 1961 – Ett skri av fruktan
- 1962 – Billy Budd
- 1962 – Twice Round the Daffodils
- 1963 – Nurse on Wheels
- 1965–1966 – Out of the Unknown (TV-serie) (2 avsnitt)
- 1974–1975 – Crown Court (TV-serie) (6 avsnitt)